# Abarema centiflora
Abarema centiflora là một loài rau đậu thuộc họ Fabaceae. Loài này chỉ có ở vùng núi Andes thuộc Bolivia.

## Phân loại
Abarema centiflora được Barneby và J. W. Grimes mô tả và công bố trên Memoirs of The New York Botanical Garden 74(1): 105. 1996.